# 皇民奉公會
皇民奉公會，是台灣在日本時代末期為配合皇民化運動，於1941年（昭和16年）4月19日所成立的組織。
該會以全島居民為對象的屬地組織:171，在「台日一家」、「內台一家」的口號下貫徹「皇民精神」，以對應緊迫的國際局勢，其性質相當於日本內地的大政翼贊會:177-180。根據學者許雪姬的推測，後終於1945年6月17日，唯獨留下國民義勇隊之組織（後改編為國民義勇戰鬥隊）。:181-183

## 組織概要
皇民奉公會，是台灣在日本時代末期為配合皇民化運動所發起的。1941年1月台灣總督府在局部長會議中決定組織名稱，並由軍、官、民三方面擔任皇民奉公會的準備委員，於同年4月19日於總督府舉行成立大會。成立大會中決定皇民奉公會的運動要項、規約與實踐綱要，台灣皇民奉公會正式宣告成立。
該會對象包含在台日本人的全島居民:171，在「台日一家」、「內台一家」的理念下貫徹「皇民精神」以對應緊迫的國際局勢，其性質相當於日本內地的大政翼贊會:177-180。
其組織可分為中央本部、地方組織、外圍團體，三個部分。奉公會的總裁由臺灣總督長谷川清擔任，中央總部設於台灣總督府，設有部長一名。部長由總務長官擔任，奉行總裁的命令。總部底下設有事務局、營運委員會、中央實踐協力會議、地方事務局聯絡會議等。
地方上，各級地方官兼任奉公會地方組織之首長，如，各州支部、各廳支部、市郡分會、街庄分會、部落會、奉公班；再加上既有的保甲制度，以及外圍團體，如：以年齡層分區的奉公青年團、少年團、壯年團；以職業區分的海洋訓練隊、臺灣宣傳美術奉公團等旗下組織。
根據學者許雪姬的推測，台灣皇民奉公會應是隨著日本國內大政翼贊會的解散（1945年6月13日）及為了取悅台灣本島人以凝聚向心力，後終於1945年6月17日，唯獨留下國民義勇隊之組織（後改編為國民義勇戰鬥隊）。:181-183
結束日本統治後，緊接而來的是陳儀主政的臺灣省行政長官公署（簡稱長官公署），其主要任務為行政組織的接收與重建工作的推展。在執行任務的過程中，長官公署對於曾參與皇民奉公會組織之經歷視為非法行為，擔任公職者一經查舉予以免職。為了有效控管，長官公署檔案中有專卷「調查曾任皇民奉公會工作者」，記述各單位查舉曾任皇民奉公會組織人員及處理情形。至1947年228事件結束後，行政長官陳儀多次指出皇民奉公會人員是背後的煽動者，因此特別製發「臺灣省各縣市不良份子及流氓調查表」暨「臺灣省各縣市過去皇民奉公會職員及其他日本御用紳士調查表」造冊控管。因此，戰後臺灣本島人才被大量排除在公部門之外，使政府順理成章的大量舉任「外省人」。

## 工作內容
皇民奉公會的工作內容是多面的，大致上可分為三種：（一）由上而下，加強官方的資訊傳遞及統領，（二）加強戰時所需的精神、勞力（含徵兵）、物資及經費等等之勸獻，（三）重建戰時職場上的新規範，以提高作業效率。:180-181
另外，為傳達戰時的各種規範，皇民奉公會的宣傳活動有兩種方式，（一）發行印刷物，例如發行機關刊物《新建設》雜誌，以同化政策為主軸，並廣邀讀者投稿以加強宣傳效果。（二）指導者至各處進行實體宣導的活動。